# Le Breuil-sur-Couze
Le Breuil-sur-Couze ist eine französische Gemeinde im Département Puy-de-Dôme in der Region Auvergne-Rhône-Alpes (vor 2016 Auvergne) mit 1.030 Einwohnern (Stand 1. Januar 2022). Die Gemeinde gehört zum Arrondissement Issoire und zum Kanton Brassac-les-Mines (bis 2015 Saint-Germain-Lembron). 

## Geographie
Le Breuil-sur-Couze liegt etwa 45 Kilometer südsüdöstlich von Clermont-Ferrand am Allier, in den hier der Couze d’Ardes und im Norden das Flüsschen Lambronnet münden. Umgeben wird Le Breuil-sur-Couze von den Nachbargemeinden Le Broc im Norden und Nordwesten, Nonette-Orsonnette im Osten, Beaulieu im Süden sowie Saint-Germain-Lembron im Westen.
Der Bahnhof liegt an der Cevennenbahn.

## Bevölkerungsentwicklung
| Jahr                       | 1962 | 1968 | 1975 | 1982 | 1990 | 1999 | 2006 | 2013 |
| Einwohner                  | 712  | 758  | 842  | 875  | 820  | 868  | 938  | 1048 |
| Quellen: Cassini und INSEE |      |      |      |      |      |      |      |      |

## Sehenswürdigkeiten
- Kirche Saint-Côme-et-Saint-Damien aus dem 11. Jahrhundert
- Schloss aus dem 17. Jahrhundert

## Persönlichkeiten
- Jean Grave (1854–1939), militanter Anarchist